# Sau
Sau is een voormalige Catalaanse rockband. De leden van deze band waren Carles Sabater (zanger), Pep Sala (gitarist/toetsenist), Carles Oliver en Joan Capdevila. De groep werd opgericht in 1986 en stopte in 1999 naar aanleiding van de dood van Carles Sabater, die net na een rockconcert in Vilafranca del Penedès aan een hartstilstand overleed.
No puc deixar de fumar was hun eerste cd. Het derde album Quina nit! werd opgenomen in Londen en Barcelona en bevat bekende nummers als Boig per tu en El tren de mitjanit. In totaal bracht de groep elf albums uit:
- No puc deixar de fumar (1987)
- Per la porta de servei (1989)
- Quina nit (1990)
- El més gran dels pecadors (1991) Doble CD
- Els singles (1992) Recopilatori
- Concert de mitjanit (1992) Directe
- Junts de nou per primer cop (1994)
- Cançons perdudes. Rareses, remescles 1986-1995 (1995) Recopilatori inèdit
- Set (1996)
- Bàsic (1997) Directe acústic
- Amb la lluna a l'esquena (1998)